# Antonio Plo

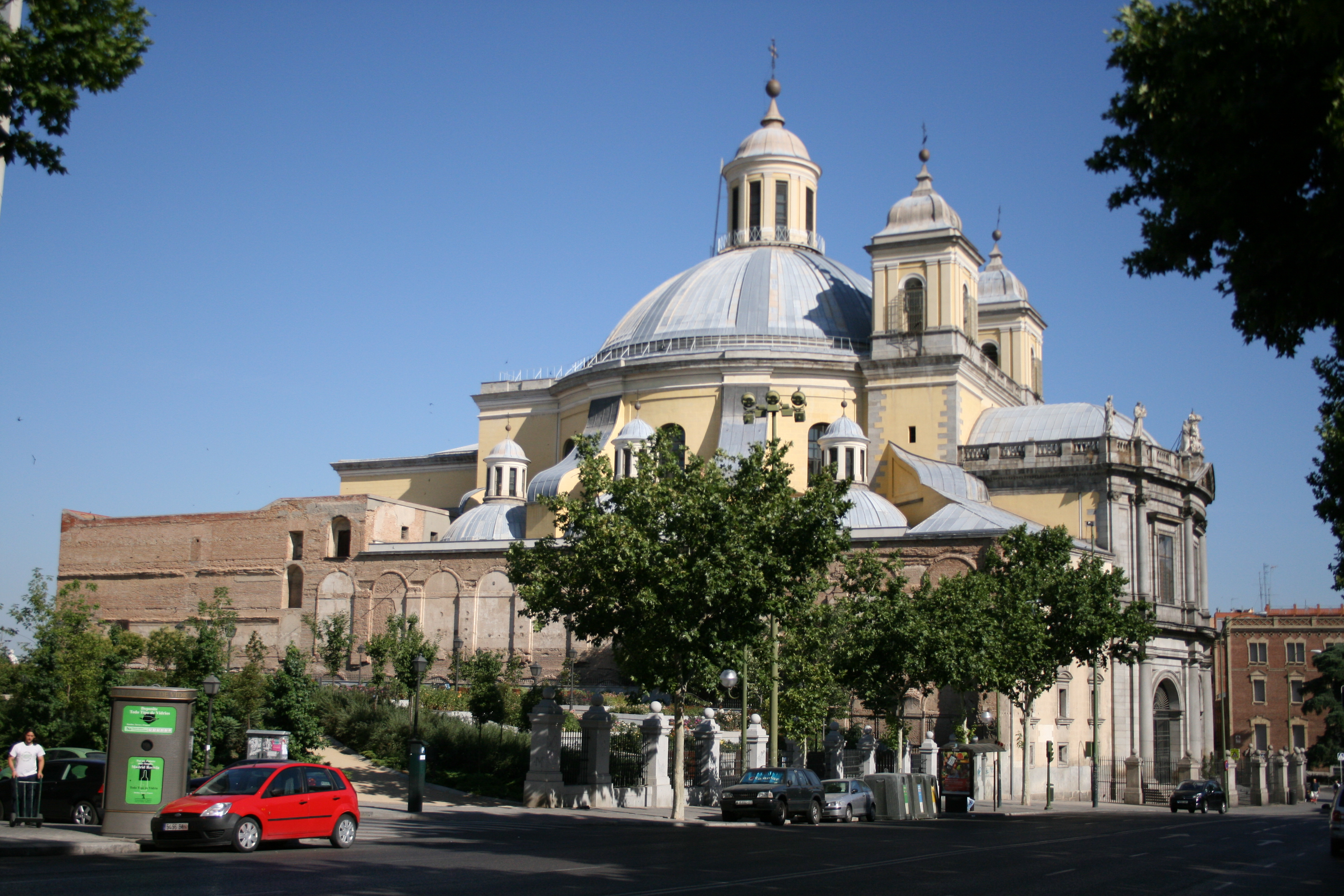
Vista exterior de la cúpula de San Francisco el Grande.

Antonio Plo y Camín fue un arquitecto español nacido en Zaragoza a comienzos del siglo XVIII.

## Obra
Su obra más destacada fue la cúpula de San Francisco el Grande de Madrid (1761-1770), una de las más grandes del mundo, con 33 metros de diámetro y 58 de altura, en cuya accidentada construcción intervino sobre el proyecto anterior de Francisco Cabezas, además de otras intervenciones, como las de Juan de Villanueva y Sabatini. Desde el inicio de esas obras, las polémicas sobre la construcción de ese edificio fueron notables (con choques de competencias entre la Real Academia de Bellas Artes de San Fernando y el Consejo de Castilla), y ya se le había rechazado a Plo un proyecto de 1768, que había diseñado junto a Cristóbal Álvarez de Sorribes. La titulación misma de Plo era polémica: maestro de obras de formación gremial, su condición de arquitecto no fue reconocida institucionalmente, siendo rechazado hasta dos veces en las pruebas de habilitación, a pesar de su prestigio.
Su reconocimiento público era, no obstante, muy amplio, y destacó como tratadista de arquitectura con su obra El arquitecto práctico, civil, militar, y agrimensor, dividido en tres libros, editado 1767 en Madrid, en la Imprenta de Pantaleón Aznar, con estampas de carácter técnico diseñadas por él mismo y grabadas por Juan Minguet.